# Bâgé-la-Ville
Bâgé-la-Ville è un ex comune francese di 3 065 abitanti situato nel dipartimento dell'Ain della regione dell'Alvernia-Rodano-Alpi. Dal 1º gennaio 2018 il comune è stato accorpato al comune di Dommartin per formare il nuovo comune di Bâgé-Dommartin.

## Storia

### Simboli
Il leone di armellino in campo rosso è l'emblema storico della regione del Bugey, la seconda partizione riprende il blasone della famiglia de Loëze, con una croce di Malta che ricorda la presenza dei Cavalieri di San Lazzaro e degli Ospitalieri di San Giovanni di Gerusalemme; il bisante d'oro in campo azzurro era lo stemma della famiglia Aymon de Montépin, signori di Bâgé-la-Ville nel XV secolo.
L'Armorial général de France del 1696 riporta uno stemma di rosso, al leone d'argento, armato, coronato e lampassato di nero.

## Società

### Evoluzione demografica
Abitanti censiti